# NGC 2310
NGC 2310 је лентикуларна галаксија у сазвежђу Крма која се налази на NGC листи објеката дубоког неба.
Деклинација објекта је - 40° 51' 49" а ректасцензија 6h 53m 53,8s. Привидна величина (магнитуда) објекта NGC 2310 износи 11,7 а фотографска магнитуда 12,7. Налази се на удаљености од 13,6000 милиона парсека од Сунца. NGC 2310 је још познат и под ознакама ESO 309-7, MCG -7-15-1, AM 0652-405, PGC 19811.